# I’m Goin’ South
I’m Goin’ South ist ein Popsong, den Abner Silver und Harry MacGregor Woods verfassten und 1924 veröffentlichten. Im selben Jahr war Al Jolson mit dem Song in den amerikanischen Charts erfolgreich.

## Hintergrund
Das Songwriter-Team Silver & Woods schrieb I’m Goin’ South für das Musical Bombo, in dem auch der Song California Here I Come von Joseph Meyer und Buddy DeSylva aufgeführt wurde. Al Jolson stellte den Song vor, begleitet vom Isham Jones Orchestra. Eddie Cantor übernahm den Song dann in dem Musical Kid Boots.

## Erste Aufnahmen und spätere Coverversionen
Zu den Musikern, die neben Al Jolson den Song ab Ende 1923 coverten, gehörten die Studioformationen Bailey's Lucky Seven (Gennett), The Kentucky Colonels (Vocalion), The Jazz-O-Harmonists (Edison) und The Virginians (Victor, u. a. mit Henry Busse, Ferde Grofé und Georgie Price, Gesang), ferner die Orchester von Paul Whiteman, Paul Specht (Columbia) und Ray Miller (Brunswick). In Berlin coverten ihn das Tanzorchester von Arno Lewitsch, das Alex Hyde New York Orchestra, Béla Dajos (als Clive Williams Original Jazzband, Odeon) und der Pianist Mischa Spoliansky. Der Diskograf Tom Lord listet im Bereich des Jazz insgesamt 13 (Stand 2016) Coverversionen, u. a. von Dick Cathcart (Soundtrack von Pete Kelly's Blues, 1959).